# Relaciones Ecuador-Venezuela
Las Relaciones Ecuador-Venezuela se refieren a las relaciones entre Venezuela y Ecuador. Ambos países son miembros de la Organización de Países Exportadores de Petróleo (OPEP).

## Antecedentes
Los lazos diplomáticos entre los dos países remontan a la colonización española de las Américas. Con la independencia ambos países se unieron bajo Gran Colombia, junto con el Virreinato de Nueva Granada (Colombia y Panamá).

## Historia

### SigloXIX
Después de la disolución de la Gran Colombia, Ecuador nombró a Pedro Gual como ministro plenipotenciario con la tarea principal de resolver la deuda adquirida mientras formaba parte del sindicato Gran Colombia, así como para establecer relaciones diplomáticas con la República de la Nueva Granada y Venezuela.
El 4 de agosto de 1852 Venezuela envió una delegación diplomática en Quito y nombró a José Julián Ponce como administrador de finanzas.

### SigloXX
Las relaciones se mantuvieron cordiales y entraron en un segundo período entre 1910 y 1963 con dos incidentes diplomáticos ocurridos en 1928 y 1955. Ecuador y Venezuela fortalecieron los lazos políticos, diplomáticos y militares.
Venezuela cortó relaciones diplomáticas con Ecuador tras el golpe de Estado en el país de 1963, que derrocó al presidente Carlos Julio Arosemena, en base a la doctrina Betancourt, la cual establecía que Venezuela no mantendría relaciones con gobiernos surgidos por golpes de Estado.

### SigloXXI
Un cable filtrado de Wikileaks reveló que la embajada de Estados Unidos en Ecuador le había comunicado al departamento de Estado de los Estados Unidos que creían que el gobierno de Hugo Chávez estaba entrenando guerrilleros en Venezuela para apoyar a la izquierda política en Ecuador desde 2004 y desestabilizar al gobierno de Lucio Gutiérrez. Gutiérrez después se refirió a las filtraciones de Wikileaks para acusar a Hugo Chávez de ser parte de un supuesto complot que llevó a su salida del gobierno. En 2008 surgió una  crisis diplomática entre Venezuela y Ecuador motivado a la muerte de Raul Reyes
Ecuador se unió oficialmente a la Alianza Bolivariana para las Américas, una iniciativa de cooperación regional venezolana, en junio de 2009. En marzo de 2010, Venezuela y Ecuador anunciaron la creación de una serie de proyectos y empresas binacionales. Venezuela y Ecuador ya habían colaborado en proyectos de petróleo y gas, y Venezuela había apoyado la creación de Ecuador TV en 2007.
El 8 de agosto de 2018, el gobierno de Ecuador declaró emergencia migratoria debido a la llegada un promedio de 4200 venezolanos por día. El 23 de agosto de 2018, el canciller de la República del Ecuador, José Valencia, informó que Ecuador se retiraba oficialmente del ALBA, justificando dicha situación con la postura bastante crítica contra el manejo de la situación humanitaria y la indiferencia aparente que el gobierno de Venezuela ha mostrado ante el éxodo de ciudadanos venezolanos.
A partir del 26 de agosto de 2019 los venezolanos necesitaran visado de Residencia Temporal de Excepción para el ingreso a Ecuador.
El 16 de abril de 2024 Nicolás Maduro mandó cerrar la embajada en Ecuador sustentado a los sucesos de la embajada de México en Ecuador ocurrido el 5 de abril y coincidiendo con el final la Jornada especial inscripción al Registro Electoral, quedando por fuera más de medio millón de venezolanos por inscribirse. La decisión de Maduro impiderá a los residentes venezolanos en Ecuador la posibilidad de ejercer su derecho al voto en las elecciones presidenciales del 28 de julio. Esta acción no solo vulnera los derechos básicos de identidad y consulares, sino que también impide que los venezolanos residenciados en Ecuador ejerzan su derecho político a elegir, una táctica que refleja el miedo del chavismo a la voluntad de sus ciudadanos en el exterior.
El 29 de enero de 2025 el presidente electo Edmundo González Urrutia fue recibido en Ecuador por el presidente Daniel Noboa al que condecoró con la Orden Nacional al Mérito, en el grado de Gran Collar, quien dijo que González Urrutia “encontrará un respaldo sólido y decidido para restablecer la democracia y demoler a las oscuras fuerzas de la dictadura”. Y ofrece hasta 250 mbd de petróleo a compradores de Pdvsa de ser cancelada la licencia a petroleros en Venezuela, para que dejen de financiar al régimen.
Durante las Elecciones presidenciales de Ecuador de 2025, el Consejo Nacional Electoral (Ecuador) suspende la votación en la embajada de Suiza en territorio venezolano de la segunda vuelta a las por problemas logístico. El 17 de abril la cancillería de Ecuador denunció el robo de las valijas diplomáticas electorales cuando interceptaron un transporte del servicio de DHL en Caracas, parte de un grupo de hombres armados que se identificaron como integrantes del servicio bolivariano de inteligencia Nacional (SEBIN). Los siete bultos de material electoral que no se utilizó en las elecciones del domingo pasado, fueron devueltos tiempo más tarde en una dirección específica. El canciller venezolano Yván Gil calificó de falsa la denuncia. Sin embargo lo ocurrido se encontraba bajo custodia de la embajada Suiza, por que Ecuador no tiene representación en Venezuela desde agosto de 2024.